# Robert L. Morris
Robert Lyle Morris, ofte blot kaldet Bob Morris (9. juli 1942 i Canonsburg, Pennsylvania, USA – 12. august 2004 i Edinburgh, Skotland) var professor i parapsykologi ved universitetet i Edinburgh.
Han tog kandidateksamen i psykologi ved universitetet i Pittsburgh i 1963 og tog en doktorgrad fra Duke University i Durham, North Carolina i 1969, hvor han fortsat var ansat i de følgende år. Han fik interesse for det videnskabelige studie af parapsykologi og fik fra 1974-1978 ansættelse som lektor i parapsykologi ved University of California i Santa Barbara. Fra 1978-1980 var han ansat som lektor ved School of Social Sciences ved University of California. Fra 1980 til 1985 var han ansat som seniorforsker ved School of Computer and Information Science, Syracuse University.
I 1985 blev han udnævnt til professor i parapsykologi ved universitetet i Edinburgh, en stilling han bestred til sin død i 2004. I løbet af denne periode blev instituttet i Edinburgh udvidet med flere forskere og studerende, og Robert L. Morris vejledte selv omkring 130 kandidat- og Ph.D.-studerende i løbet af sin periode ved instituttet. Mange af disse har fortsat forskningen i parapsykologi ved andre universiteter, og Robert L. Morris var også en ledende kraft i det internationale samarbejde mellem forskere i parapsykologi. Han besøgte i den forbindelse også Danmark to gange, hvor han holdt gæsteforelæsninger ved Aarhus Universitet og Københavns Universitet.
Han var i denne periode også præsident for psykologisektionen af The British Assocation for the Advancement of Science, hvor han fik parapsykologien anerkendt som et seriøst akademisk forskningsområde.
Robert L. Morris publicerede en lang række videnskabelige arbejder alene og i samarbejde med andre i videnskabelige tidsskrifter som Journal of Parapsychology, European Journal of Parapsychology, Journal of the American Society for Psychical Research m.fl.